# Ernest Ier de Hohenlohe-Langenbourg
Pour les articles homonymes, voir Ernest Ier.
Ernest Christian Karl de Hohenlohe-Langenbourg (Langenbourg, 7 mai 1794-Baden-Baden, 12 avril 1860) est un prince allemand, beau-frère de la reine Victoria.

## Biographie
Fils de Charles-Louis de Hohenlohe-Langenbourg et d'Amélie-Henriette de Solms-Baruth, il épouse au palais de Kensington (Londres), le 18 février 1828, la princesse Théodora de Leiningen (fille d'Émile-Charles de Leiningen et de Victoire de Saxe-Cobourg-Saalfeld), demi-sœur aînée de la future reine Victoria.
Devenu prince de Hohenlohe-Langenbourg le 4 avril 1825, il était officier et atteint le grade de major-général.

## Postérité
Le couple aura six enfants :
- Charles-Louis II de Hohenlohe-Langenbourg (1829-1907)
- Princesse Élise de Hohenlohe-Langenbourg (1830-1850)
- Hermann de Hohenlohe-Langenbourg (1832-1913)
- Victor de Hohenlohe-Langenbourg (1833-1891)
- Adélaïde de Hohenlohe-Langenbourg (1835-1900)
- Théodora de Hohenlohe-Langenbourg (1839-1872)